# André Sikojev
André Sikojev (russisch Андрей Сикоев; * 25. März 1961 in Moskau) ist ein Priester der Russischen Orthodoxen Kirche im Ausland (ROKA, engl. ROCOR) bzw. der Russischen Orthodoxen Diözese des orthodoxen Bischofs von Berlin und Deutschland.
Er ist Berliner Vertreter von Erzbischof Mark von Berlin und Deutschland und Beauftragter der Synode der ROKA am Sitz der Bundesregierung und des Deutschen Bundestages.
Sikojev arbeitete darüber hinaus als literarischer Übersetzer, Autor und als – weltweit aktiver – Filmproduzent für Kino und Fernsehen.

## Leben
André Sikojev wurde 1961 als Sohn eines ossetischen Bergbau-Ingenieurs und einer deutschen Mutter in der Sowjetunion geboren. Noch im selben Jahr zog die Familie in die DDR. Er wuchs in Ost-Berlin auf und legte dort 1979 sein Abitur ab, mit dem Ziel Medizin zu studieren. Er wurde jedoch zum Grundwehrdienst in die NVA eingezogen, den er bis zu einer schweren Verletzung im Januar 1981 als einfacher Soldat ableistete.
Seit 1979 hatte er Kontakt zu späteren Bürgerrechtlern wie Vera Lengsfeld und nach 1981 zu oppositionellen Schriftstellern wie Inge und Stefan Heym. Seine Erfahrungen in der NVA schrieb Sikojev zusammen mit seinem Freund Martin Siebert in einem (unveröffentlichten) Briefroman Tagedrücken. Briefe aus einem Strafregiment der NVA nieder, den er in privaten und kirchlichen Lesungen verbreitete. Zugleich schrieb er Artikel über die Situation von Jugendlichen und Studenten in der DDR, u. a. für den Spiegel, welche mit Hilfe in Ost-Berlin akkreditierter Journalisten wie Peter Merseburger (SFB) und Peter Wensierski in den Westen geschmuggelt und dort publiziert wurden.
All diese Aktivitäten und auch seine Teilnahme an der kirchlichen Friedensbewegung in Berlin führten schließlich dazu, dass auch die Stasi auf Sikojev aufmerksam wurde. Er wurde mehrfach verhört, bedroht und überwacht. Sein Studienplatz an der Humboldt-Universität wurde ihm aberkannt. Eine Strafanzeige und mögliche Verurteilung wegen „asozialen Verhaltens“ konnte in letzter Minute mit Hilfe einer kirchlichen Anstellung auf einem Berliner Gemeindefriedhof abgewendet werden.
Mit Hilfe von Wolfgang Ullmann und Richard Schröder wurde Sikojev als externer Student am Sprachenkonvikt Berlin aufgenommen. In den Vorlesungen und Seminaren seines Lehrers Ullmann machte Sikojev zusammen mit engen Freunden, u. a. Stephan Steinlein, Gunnar Lammert und Wolfram Bürger, Bekanntschaft mit den wissenschaftlichen und theologischen Werken Karl Barths, Eugen Rosenstock-Huessys und vor allem des orthodoxen Priesters Pawel Florenski. Insbesondere dessen Hauptwerk Die Pfeiler und die Grundfeste der Wahrheit hatte nachhaltigen Einfluss auf Sikojev, was schließlich 1983 zu seiner Mitgliedschaft in die Evangelische Kirche Berlin-Brandenburgs führte.
Von 1981 bis 1983 arbeitete André Sikojev zudem an der literarischen Übersetzung des ossetischen Narten-Epos aus dem Russischen.
Im Februar 1984 floh er über die Ständige Vertretung der Bundesrepublik Deutschland nach West-Berlin. Dort übernahm er auf Bitten des Diederichs-Verlags auch die wissenschaftliche Herausgabe der Narten, des möglicherweise ältesten europäischen Epos. Die deutsche Erstausgabe Die Narten erfolgte 1985 in Köln.
1984 begann André Sikojev ein Studium der Evangelischen Theologie in Berlin, wechselte dann aber zur Orthodoxen Theologie und Slawistik an das Institut für Orthodoxe Theologie in München.
Noch während seines Studiums gründete er 1987 zusammen Ilija Trojanow den Kyrill & Method Verlag, der sich der Übersetzung und Veröffentlichung von Philosophen und Theologen Russlands sowie bedeutender Schriftsteller des Commonwealth widmete. Hinzu kamen deutsche Sachbücher wie David Lamb, Afrika Afrika. Auch unterstützte der Verlag die Bürgerrechtsbewegung nach der Deutschen Einheit.
Zusammen mit dem Journalisten Gleb Rahr veröffentlichte Sikojev anlässlich der 1000-jährigen Taufe Russlands 1988 den Sammelband Klöster, Starzen und Ikonen und übersetzte und edierte die ersten deutschsprachigen Bücher des orthodoxen Philosophen und Priesters Pawel Florenski, bspw. Das Salz der Erde im eigenen Verlag und Die umgekehrte Perspektive, erschienen 1989 bei (Matthes und Seitz). Für das Jahrbuch des Verlegers Axel Matthes übersetzte André Sikojev auch erstmals mehrere Prosatexte von Osip Mandelstam ins Deutsche.
Zu dem Freundes- und Schaffenskreis von Sikojev gehört seit diesen Münchener Jahren bis heute auch der russischstämmige Maler und Schriftsteller Haralampij Graf Oroschakoff (Dandalo, 1989).
1991 begann Sikojev mit der Entwicklung von Filmen und Drehbüchern für Kinder. Als Erfinder und Produzent hochwertiger Animationsfilme für Kinder und weltweit erfolgreicher Kino-Dokumentarfilme arbeitete er bis 2009: „Aus seinem Christen-Glauben erwuchs der Wille, gewaltfreie Kinderfilme und Natur-Filme für Familien zu produzieren“.
Zu seinen bedeutendsten Erfolgen zählen die zwei Staffeln der Kinder-Zeichentrickserie SimsalaGrimm (2 × 26 Folgen) und die Kino-Dokumentarfilme Deep Blue und Unsere Erde – Der Film.

## Russische Orthodoxe Kirche
1991 wurde André Sikojev zum Diakon an der Russisch-Orthodoxen Kathedralkirche in München geweiht (russisch: Собор свв. Новомучеников и исповедников Российских), wo er bis 2000 diente. Die ikonographische Ausmalung der zugehörigen Kapelle des Hl. Nikolaus erfolgte durch Tamara Sikojev, mit der er seit 1988 verheiratet ist. 2005 wurde er durch Erzbischof Mark von Berlin und Deutschland zum Priester geweiht und ist seitdem Gemeindepriester der Berliner Kirche Schutz der Gottesmutter (russisch: Покров Пресвятой Богородицы).
Nach dem Terroranschlag in Beslan (Nord-Ossetien, Russland) am 1. September 2004 organisierte er eines der größten deutschen Hilfsprojekte für Kinder und ihre Angehörigen in der Region und initiierte in Zusammenarbeit mit der Deutschen Kindernothilfe, dem Bundeskanzleramt und den Diözesen der ROKA in Australien und Deutschland den Bau eines Traumazentrums im Nordkaukasus, welches seitdem von der Schwesternschaft des Alanischen (Ossetischen) unter Theophanien-Frauenklosters geleitet wird und bis heute über 6000 Kinder und Angehörige betreut hat.
2006 war er Delegierter der Deutschen Diözese zum IV. Gesamtkonzil der Russisch-Orthodoxen Auslandskirche (ROKA, engl. ROCOR) in San Francisco. 2007 berief ihn Metropolit Lauras in die offizielle Delegation der ROKA anlässlich der historischen Wiedervereinigung mit der Russisch-Orthodoxen Kirche in Russland, vollzogen durch Patriarch Alexij II. und Metropolit Laurus in Moskau.
Er ist seit 2007 Vorstandsmitglied der Stiftung „Fund for Assistance“ der ROKA in New York.
Zum Berliner Patronatsfest 2015 wurde ihm der Titel eines Erzpriesters verliehen.

## Filme
- 1999: SimsalaGrimm
- 2003: Deep Blue
- 2006: The Making of „Deep Blue“
- 2006: Das größte Spiel der Welt
- 2006: Es war k’einmal im Märchenland
- 2007: Unsere Erde – Der Film
- 2007: Quest for a Heart – Die Reise der schrecklichen Rollies
- 2008: SimsalaGrimm II

## Schriften (Auswahl)
- Hrsg.: Kinder der Sonne. Die Narten – das große Epos des Kaukasus. Hugendubel, Kreuzlingen 2005, ISBN 3-7205-2629-1.